# Хижње
Хижње (слч. Chyžné) насељено је мјесто са административним статусом сеоске општине (слч. obec) у округу Ревуца, у Банскобистричком крају, Словачка Република.

## Становништво
| Година:    | 1994. | 2004.   | 2014.   | 2024.   |
| ---------- | ----- | ------- | ------- | ------- |
| Број људи: | 421   | 427     | 421     | 409     |
| Разлика:   |       | +1,42 % | -1,40 % | -2,85 % |

| Година:    | 2023. | 2024. |
| ---------- | ----- | ----- |
| Број људи: | 409   | 409   |
| Разлика:   |       | +0 %  |

Према подацима о броју становника из 2011. године насеље је имало 418 становника.